# فورنیکس واژن
فورنیس‌های واژن (به انگلیسی: Vaginal fornix) (خوانده می‌شود: فورنیکس واژن) قسمت‌های فوقانی واژن هستند که به داخل فرورفتگی‌های ایجاد شده توسط بخش واژن تا گردن رحم امتداد می‌یابند. کلمه "fornix" لاتین به معنای قوس "arch" است. 

## ساختار
دو بخش وجود دارد:
- فورنیکس خلفی شکاف بزرگتری است که در پشت دهانه رحم قرار دارد. نزدیک کیسه رکتوم رحمی است.
- سه فرورفتگی کوچکتر در جلو و در طرفین وجود دارد:
  - فورنیکس قدامی به کیسه رحمی نزدیک است.
  - دو قواره جانبی.

## تحریک جنسی
در هنگام آمیزش جنسی در وضعیت میسیونری، نوک آلت تناسلی به فارنیکس قدامی و در وضعیت ورود از عقب به فارنیکس خلفی می‌رسد.
به نظر می‌رسد که فورنیس‌ها نزدیک به یک منطقه اروژن گزارش‌شده به نام cul-de-sac هستند که در نزدیکی فورنیکس خلفی قرار دارد.